# Triammatus
Triammatus is een kevergeslacht uit de familie van de boktorren (Cerambycidae). De wetenschappelijke naam van het geslacht werd voor het eerst geldig gepubliceerd in 1857 door Chevrolat.

## Soorten
Triammatus omvat de volgende soorten:
- Triammatus brunneus Breuning, 1947
- Triammatus chevrolati Pascoe, 1857
- Triammatus saundersii Chevrolat, 1856
- Triammatus subinermis Breuning, 1955
- Triammatus tristis Pascoe, 1860
- Triammatus waigeuensis Gilmour, 1950